# هایپرهیدروز کف دست

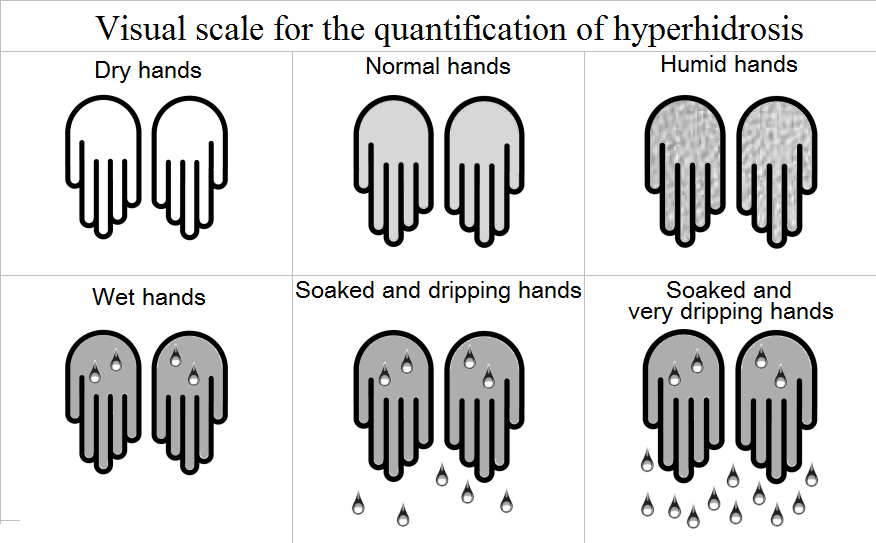
هایپرهیدروزیس

عرق کردن کف دست

هایپرهیدروز کف دست (به انگلیسی: Palmar hyperhidrosis) یا به زبان عامیانه عرق کردن کف دست (به انگلیسی: sweaty palms)، تعریق زیاد و کنترل‌نشده در کف دست است. در این اختلال کف دست معمولاً به مدت طولانی در طی روز حالت مرطوب و خیس دارد. غالباً محرک بیرونی مثل استرس، ‌ورزش یا افزایش دمای بدن دلیل تعریق نیست بلکه این اختلال حالت ژنتیکی دارد و ممکن است در هر دمایی یا در هر فصلی بروز کند. تعریق کف دست بیشتر زمینه ارثی و ژنتیک دارد و همیشه نارسایی تیروئید، علت بروز آن نیست.
هایپرهیدروز کف دست تا ۳ درصد از جمعیت را تحت تأثیر قرار می‌دهد و می‌تواند تأثیر قابل توجهی بر کیفیت زندگی داشته باشد.

## روش‌های تشخیص
پزشک ممکن است یک آزمایش را برای تشخیص هر نوع مشکل زمینه‌ای تجویز نماید. آزمایش‌های احتمالی شامل موارد زیر است:

### آزمایش نشاسته - ید
در این آزمایش محلول ید روی کف دست ریخته می‌شود و پس از خشک شدن آن نشاسته پاشیده می‌شود. در نواحی که تعریق زیاد است محلول ید و نشاسته به رنگ آبی تیره تبدیل می‌شود.

### تست کاغذ
پزشک نوع خاصی از کاغذ را روی کف دست قرار می‌دهد تا عرق را جذب کند. سپس کاغذ را وزن می‌کنند تا مقدار تجمع عرق روی کف دست ارزیابی شود.